# Gerygone sulphurea
Gerygone sulphurea é uma espécie de ave da família Pardalotidae.
Pode ser encontrada nos seguintes países: Brunei, Indonésia, Malásia, Filipinas, Singapura e Tailândia.
Os seus habitats naturais são: florestas subtropicais ou tropicais húmidas de baixa altitude e florestas de mangal tropicais ou subtropicais.